# Хансен, Торкильд
Торкильд Хансен (дат. Thorkild Hansen; 9 января 1927[…], Ордруп, Копенгаген — 4 февраля 1989[…], Карибы) — датский писатель, лауреат Литературной премии Северного Совета (1971).
Стал известным благодаря своей трилогии Slavernes kyst (1967) — Slavernes skibe (1968) — Slavernes øer (1970). Писал о Кнуте Гамсуне.
Скоропостижно скончался 4 февраля 1989 года во время своей поездки в регион Карибских островов.